# Cervenița
Cervenița – wieś w Rumunii, w okręgu Mehedinți, w gminie Prunișor. W 2011 roku liczyła 266 mieszkańców.